# Кладбище кораблей

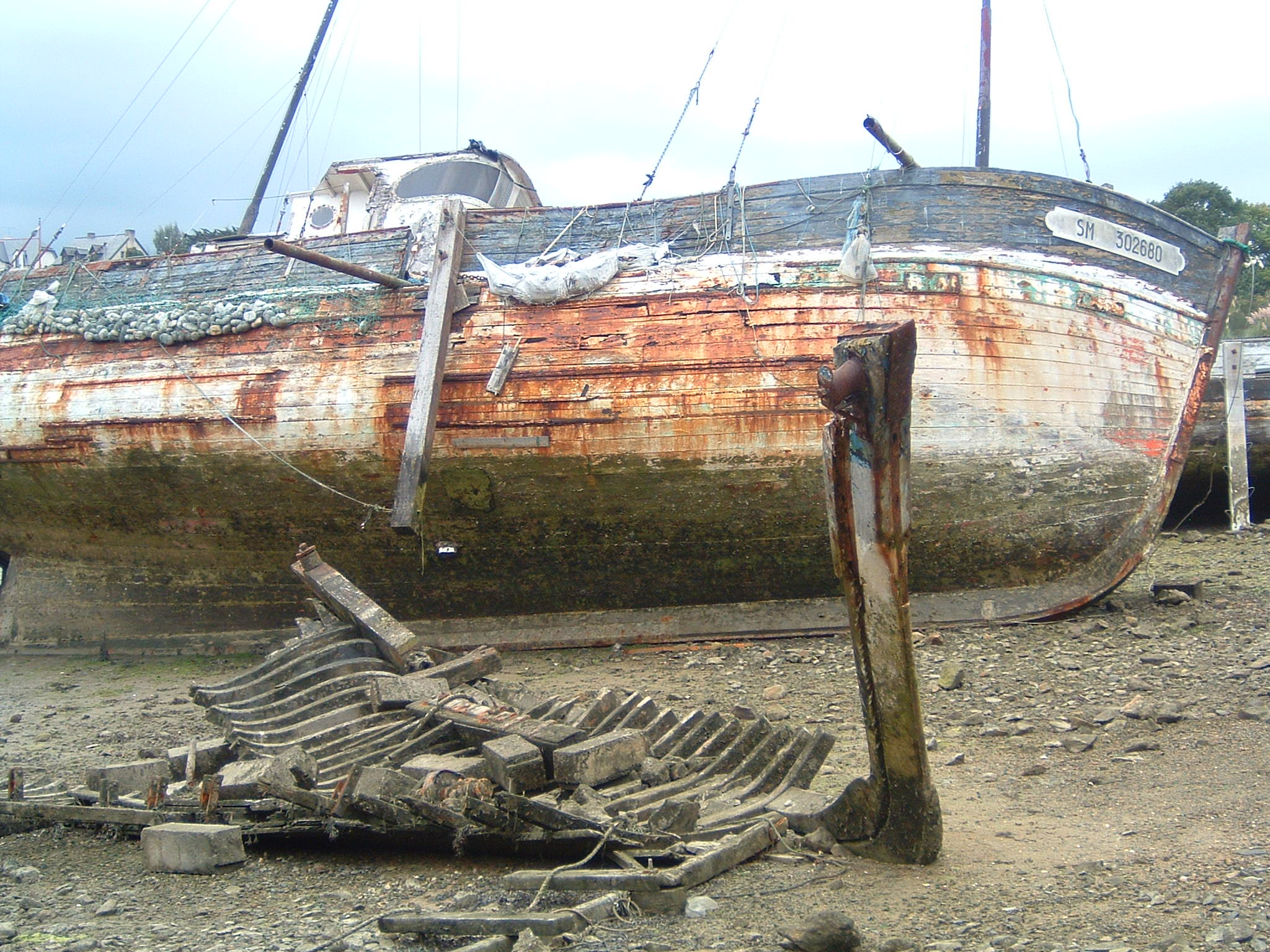
Кладбище кораблей на реке Ранс в Бретани

Кладбище кораблей — место затопления судов (кораблей), вышедших из употребления и/или затонувших в результате катастроф или боевых действий и оформленное соответствующими документами на эти участки водоёмов, место разделки судов на металлолом не является кладбищем, так как захоронения не производится, а ведётся их подготовка для переплавки в металл и изготовление из этого металла новых металлических изделий.

## Список «кладбищ кораблей»
Россия:
- Балтийск

Турция:
- Алиага (Турция).

Франция:
- Guilvinec-Lechiagat
- Река Ранс
- Magouër
- Plouhinec (Finistère)
- Landévennec

Великобритания:

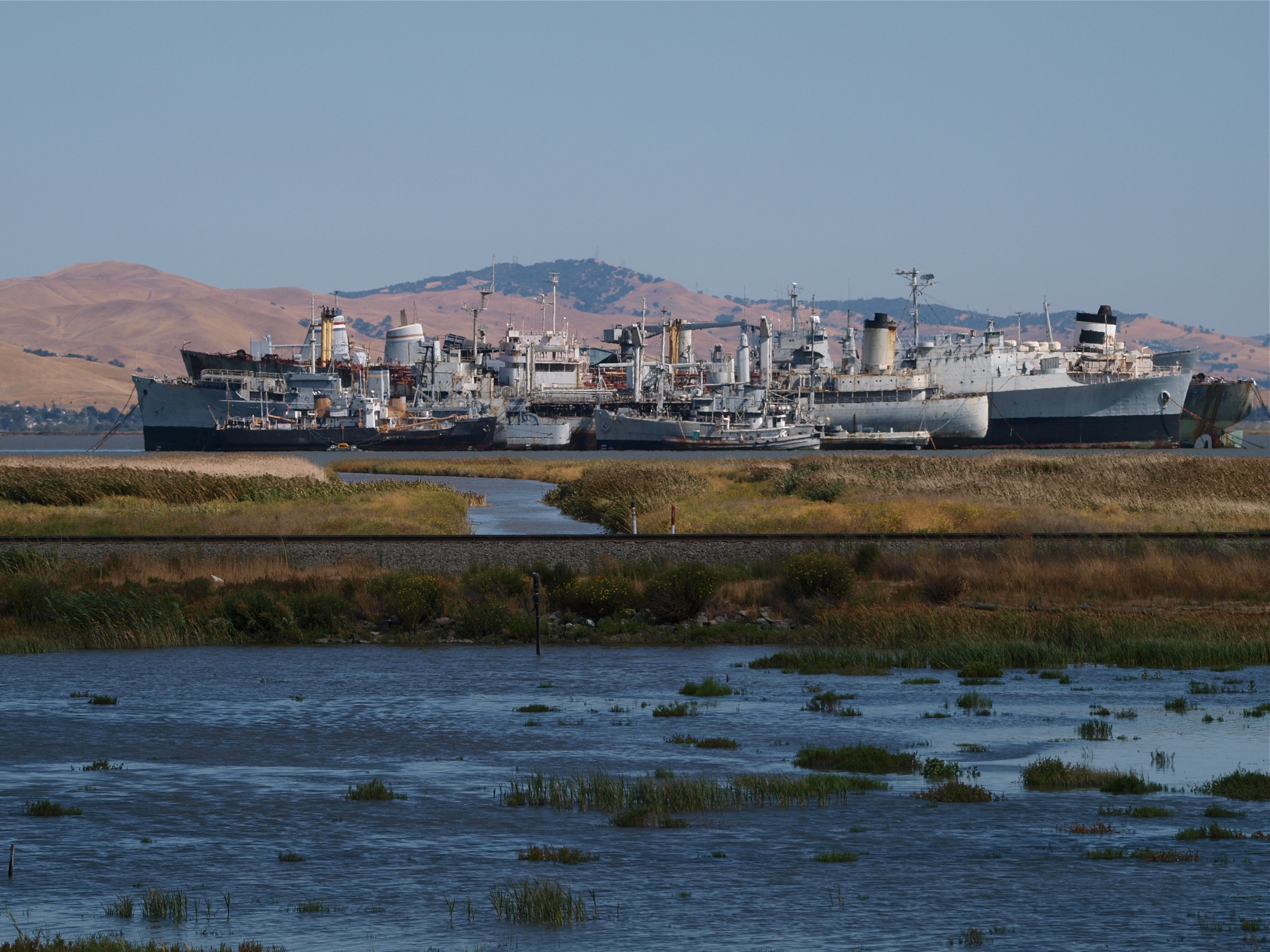
США, Суисун-Бей. Стоянка так называемого Резервный флот США, многие из кораблей которого были разобраны на металлолом.

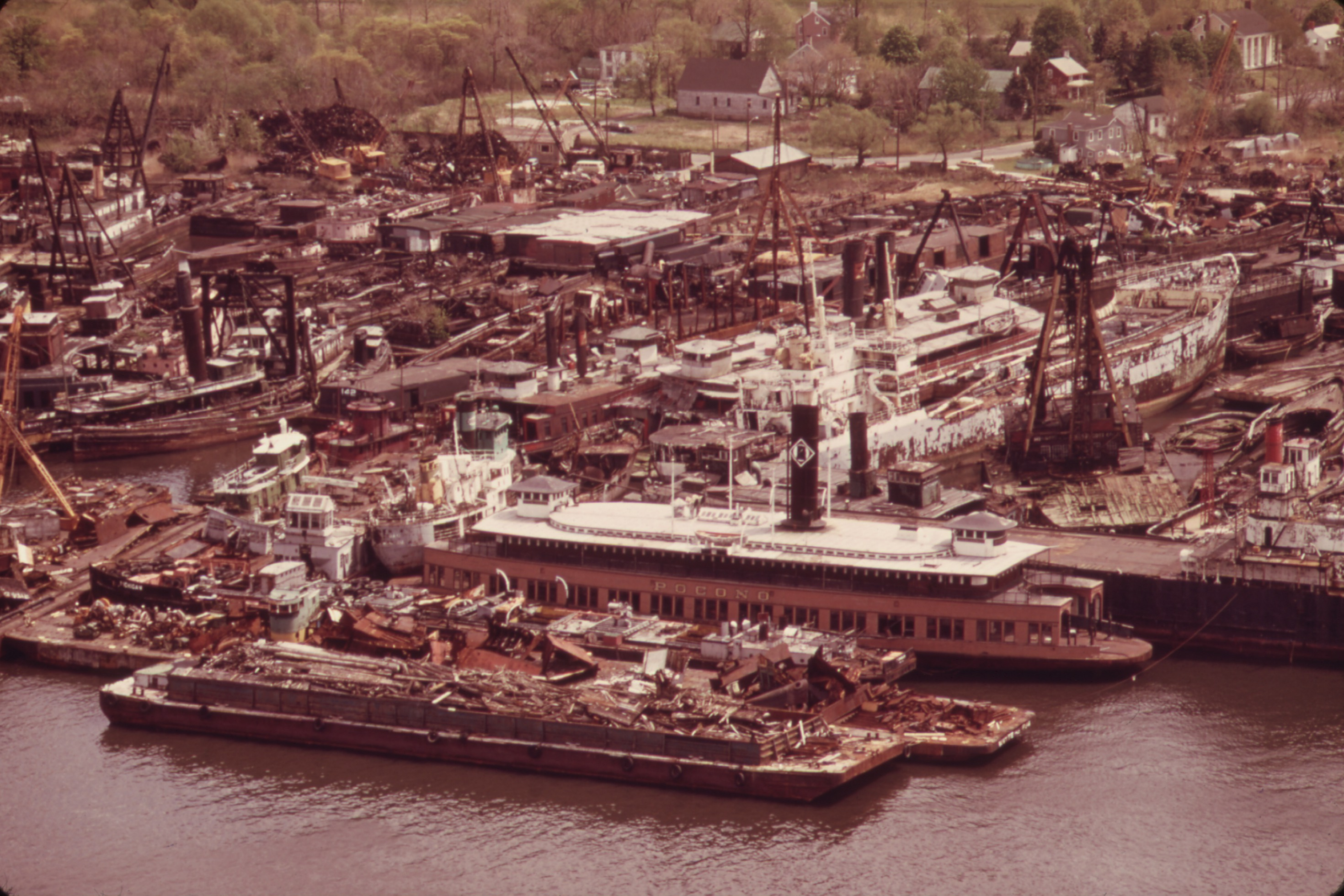
Разборка кораблей на Статен-Айленд, США, 1973.

- Теймар, за мостом Royal Albert Bridge (Saltash Bridge)
- Portsmouth Harbour

США:
- Суисун-Бей (Калифорния, соединен с заливом Сан-Франциско)
- Статен-Айленд — Staten Island boat graveyard[англ.]
- Атолл Бикини
- Mallows Bay (Потомак)

Африка:
- Побережье Нуадибу[2][3]

Азия:
- Ряд местоположений на территории, ранее занятой Аральским морем
- Крупнейшие места утилизации и разборки кораблей:
  - Гадани (Пакистан)[4],
  - Аланг (Индия),
  - Читтагонг (Бангладеш)

Ряд территорий Австралии.